# Giro di Sardegna 2009
Il Giro di Sardegna 2009, ventisettesima edizione della corsa e valevole come prova dell'UCI Europe Tour 2009 categoria 2.1, si svolse dal 24 al 28 febbraio 2009 su un percorso di 812,8 km, suddiviso su 5 tappe, con partenza da Olbia e arrivo a Cagliari, nell'omonima regione italiana. La vittoria fu appannaggio dell'italiano Daniele Bennati, che completò il percorso in 20h14'17", alla media di 40,654 km/h, precedendo i connazionali Oscar Gatto e Alessandro Ballan.
Sul traguardo di Cagliari 87 ciclisti, su 111 partiti da Olbia, portarono a termine la competizione.

## Tappe
| Tappa  | Data        | Percorso                                     | km    | Vincitore di tappa  | Leader cl. generale |
| ------ | ----------- | -------------------------------------------- | ----- | ------------------- | ------------------- |
| 1ª     | 24 febbraio | Olbia > Olbia                                | 184,2 | Mirco Lorenzetto    | Mirco Lorenzetto    |
| 2ª     | 25 febbraio | Porto Torres > San Leonardo de Siete Fuentes | 164   | Mirco Lorenzetto    | Mirco Lorenzetto    |
| 3ª     | 26 febbraio | Oristano > Tortolì                           | 173,2 | Oscar Gatto         | Oscar Gatto         |
| 4ª     | 27 febbraio | Arbatax > Cagliari                           | 147,5 | Daniele Bennati     | Daniele Bennati     |
| 5ª     | 28 febbraio | Carbonia > Cagliari                          | 143,9 | Alessandro Petacchi | Daniele Bennati     |
| Totale | Totale      | Totale                                       | 812,8 |                     |                     |

## Squadre e corridori partecipanti
| N.    | Cod. | Squadra                      |
| ----- | ---- | ---------------------------- |
| 1-8   | LAM  | Lampre-N.G.C.                |
| 11-18 | LIQ  | Liquigas                     |
| 21-28 | FUJ  | Fuji-Servetto                |
| 31-38 | ASA  | Acqua & Sapone-Caffè Mokambo |
| 41-48 | AND  | Serramenti PVC Diquigiovanni |
| 51-58 | CSF  | CSF Group-Navigare           |
| 61-68 | LPR  | LPR Brakes-Farnese Vini      |

| N.      | Cod. | Squadra                         |
| ------- | ---- | ------------------------------- |
| 71-78   | FLM  | Ceramica Flaminia-Bossini Docce |
| 81-88   | AMI  | Amica Chips-Knauf               |
| 91-98   | ISD  | ISD-Neri                        |
| 101-108 | VBG  | Vorarlberg-Corratec             |
| 111-118 | MIE  | Miche-Silver Cross-Selle Italia |
| 121-128 | AMO  | Amore & Vita-McDonald's         |
| 131-138 | PMT  | Team Piemonte                   |

## Dettagli delle tappe

### 1ª tappa
- 24 febbraio: Olbia > Olbia – 184,2 km

Risultati
| Pos. | Corridore           | Squadra    | Tempo    |
| ---- | ------------------- | ---------- | -------- |
| 1    | Mirco Lorenzetto    | Lampre     | 4h30'42" |
| 2    | Enrico Gasparotto   | Lampre     | s.t.     |
| 3    | Alessandro Petacchi | LPR Brakes | s.t.     |

| Pos. | Corridore           | Squadra    | Tempo    |
| ---- | ------------------- | ---------- | -------- |
| 1    | Mirco Lorenzetto    | Lampre     | 4h30'42" |
| 2    | Enrico Gasparotto   | Lampre     | s.t.     |
| 3    | Alessandro Petacchi | LPR Brakes | s.t.     |

Descrizione e riassunto
La prima tappa della manifestazione si svolse interamente nella Gallura, la partenza e l'arrivo erano fissati nella centrale via Principe Umberto ad Olbia. Una volta usciti dal capoluogo gallurese si affrontarono 184 chilometri di saliscendi lungo la Costa Smeralda, attraversando luoghi come Baja Sardinia, Cannigione, Tempio Pausania, Calangianus e Arzachena. Tre i GPM, tutti di terza categoria, a Micalosu, Luogosanto e San Pantaleo.
Tappa caratterizzata da numerosi tentativi di fuga già dai primi chilometri, con l'italiano Finetto, il russo Belkov e il tedesco Mamos. Le squadre dei velocisti incominciarono a lavorare e dopo 160 km il gruppo tornò compatto. Molti corridori si staccarono a 30 km dall'arrivo dopo il GPM di San Pantaleo, ma i velocisti principali giunsero sul traguardo, dove la spuntò Mirco Lorenzetto, che batté il compagno Gasparotto ed Petacchi.

### 2ª tappa
- 25 febbraio: Porto Torres > San Leonardo de Siete Fuentes – 164 km

Risultati
| Pos. | Corridore        | Squadra  | Tempo    |
| ---- | ---------------- | -------- | -------- |
| 1    | Mirco Lorenzetto | Lampre   | 4h10'21" |
| 2    | Daniele Bennati  | Liquigas | s.t.     |
| 3    | Jesús del Nero   | Fuji     | s.t.     |

| Pos. | Corridore         | Squadra  | Tempo    |
| ---- | ----------------- | -------- | -------- |
| 1    | Mirco Lorenzetto  | Lampre   | 8h40'43" |
| 2    | Daniele Bennati   | Liquigas | a 14"    |
| 3    | Enrico Gasparotto | Lampre   | s.t.     |

Descrizione e riassunto
La seconda tappa si svolse nella zona centro-settentrionale della Sardegna. La partenza fu a Porto Torres e toccò alcuni centri della zona tra cui Sorso e Sassari, per poi dirigersi verso la Riviera del Corallo, attraversando da est a sud Alghero e proseguando verso Bosa, per poi giungere al traguardo a Santu Lussurgiu.
Dopo una fuga della prima ora di 23 corridori il gruppo si compattò fino al GPM di Santu Lussurgiu a 8 km dall'arrivo e non bastarono gli scatti in salita di Frapporti e Niemiec per cambiare l'esito della tappa. La discesa verso la località di San Leonardo portò il gruppo verso la volata che vide emergere per la seconda volta consecutiva il trevigiano Lorenzetto, che batté Bennati e Petacchi. Il numero 5 della Lampre-N.G.C. mantenne la leadership in classifica generale.

### 3ª tappa
- 26 febbraio: Oristano > Tortolì – 173,2 km

Risultati
| Pos. | Corridore         | Squadra  | Tempo    |
| ---- | ----------------- | -------- | -------- |
| 1    | Oscar Gatto       | Team ISD | 4h31'37" |
| 2    | Alessandro Ballan | Lampre   | s.t.     |
| 3    | Giovanni Visconti | Team ISD | s.t.     |

| Pos. | Corridore         | Squadra  | Tempo     |
| ---- | ----------------- | -------- | --------- |
| 1    | Oscar Gatto       | Team ISD | 13h12'30" |
| 2    | Daniele Bennati   | Liquigas | a 4"      |
| 3    | Alessandro Ballan | Lampre   | s.t.      |

Descrizione e riassunto
Nella terza tappa l'isola venn percorsa trasversalmente da ovest ad est, con partenza a Oristano, sul Mar di Sardegna, ed arrivo a Tortolì, sul Mar Tirreno. Fu la tappa più dura, con un dislivello di 3000 metri. La frazione toccò alcuni punti dell'Oristanese, del Nuorese e dell'Ogliastra. Due furono i GPM, il primo di seconda categoria fissato a Sadali e il secondo di prima categoria nel valico del Monte Arcuerì.
Giordani ed Ackermann diedero luogo ad una fuga, ma vengono ripresi dopo un centinaio di chilometri. Al GPM ci provò Grega Bole senza esito. Si decise tutto nell'ultima salita verso il valico di Arcuerì: i velocisti si staccarono, lasciando la vittoria di tappa in mano ai passisti. Il gruppo rimase solo con 22 elementi tra i quali Gatto che, tirato da Visconti, vinse la volata a Tortolì e fece sua la tappa e la maglia biancazzurra.

### 4ª tappa
- 27 febbraio: Arbatax > Cagliari – 147,5 km

Risultati
| Pos. | Corridore        | Squadra    | Tempo    |
| ---- | ---------------- | ---------- | -------- |
| 1    | Daniele Bennati  | Liquigas   | 3h28'59" |
| 2    | Mirco Lorenzetto | Lampre     | s.t.     |
| 3    | Jurij Metlušenko | Amore & V. | s.t.     |

| Pos. | Corridore         | Squadra  | Tempo |
| ---- | ----------------- | -------- | ----- |
| 1    | Daniele Bennati   | Liquigas | ?     |
| 2    | Oscar Gatto       | Team ISD | a 6"  |
| 3    | Alessandro Ballan | Lampre   | a 10" |

Descrizione e riassunto
Tappa adatta ai velocisti. Si partiva dal porto di Arbatax per arrivare a Cagliari. La tappa prevedeva un percorso che costeggiava tutta l'Orientale sarda, in modo da arrivare dalla zona sud-est di Cagliari e prendere via Roma da viale Diaz. L'unica asperità importante era il Valico di Campu Omu, troppo distante dall'arrivo per pregiudicare un arrivo in gruppo. Furono attraversati i comuni del sud est sardo tra cui Cardedu, Villaputzu, Perdasdefogu, Maracalagonis, Sinnai, Settimo San Pietro e poi l'hinterland cagliaritano con Quartu Sant'Elena, Quartucciu e Selargius.
Tappa dominata dalle squadre dei velocisti, che mantennero compatto il gruppo fin sul traguardo di Cagliari, dove arrivò il primo centro nella corsa di Daniele Bennati che, battendo Lorenzetto, conquistò la leadership della classifica generale.

### 5ª tappa
- 28 febbraio: Carbonia > Cagliari – 143,9 km

Risultati
| Pos. | Corridore           | Squadra       | Tempo    |
| ---- | ------------------- | ------------- | -------- |
| 1    | Alessandro Petacchi | LPR Brakes    | 3h33'00" |
| 2    | Daniele Bennati     | Liquigas      | s.t.     |
| 3    | Manuel Belletti     | Diquigiovanni | s.t.     |

| Pos. | Corridore         | Squadra  | Tempo     |
| ---- | ----------------- | -------- | --------- |
| 1    | Daniele Bennati   | Liquigas | 20h14'17" |
| 2    | Oscar Gatto       | Team ISD | a 14"     |
| 3    | Alessandro Ballan | Lampre   | a 16"     |

Descrizione e riassunto
La quinta ed ultima tappa attraversò le provincie di Carbonia-Iglesias e di Villacidro-Sanluri. I corridori partirono dal municipio di Carbonia e presero la direzione del mare. Il percorso seguì tutta la litoranea del Sulcis, passando per Nebida, Masua e Buggerru. Invece di continuare per la costa appartenente al comune di Arbus (Ingurtosu, Piscinas), raggiunse prima Fluminimaggiore e poi passando per il valico di Bidderdi, ove era fissato l'ultimo GPM del Giro, si raggiunse l'abitato di Arbus. Una volta superato il passo Genna e Frongia (affrontato in discesa) i ciclisti seguirono l'itinerario della SS 196 fino ad arrivare a Cagliari. A differenza della quarta tappa si entrò dalla parte opposta del capoluogo, il gruppo arrivò da Viale Elmas e, dopo aver percorso tutta Viale Trieste, giunse in Via Roma, nel senso opposto rispetto all'arrivo della quarta frazione.
In questa ultima tappa Bennati doveva solo controllare Gatto, unico suo rivale per la generale che venne controllato dalla Liquigas. Dopo la discesa di Arbus lo scirocco, influì sulla corsa, mantenendo compatto il gruppo fin sul traguard. Allo sprint in via Roma vinse Alessandro Petacchi. Bennati con il secondo posto si assicurò il primato nella classifica generale.

## Evoluzione delle classifiche
| Tappa              | Vincitore           | Classifica generale | Classifica a punti | Classifica scalatori | Classifica traguardi volanti | Classifica a squadre |
| ------------------ | ------------------- | ------------------- | ------------------ | -------------------- | ---------------------------- | -------------------- |
| 1ª                 | Mirco Lorenzetto    | Mirco Lorenzetto    | Mirco Lorenzetto   | Mauro Finetto        | ?                            | ?                    |
| 2ª                 | Mirco Lorenzetto    | Mirco Lorenzetto    | Mirco Lorenzetto   | Przemysław Niemiec   | ?                            | ?                    |
| 3ª                 | Oscar Gatto         | Oscar Gatto         | Mirco Lorenzetto   | Przemysław Niemiec   | ?                            | ?                    |
| 4ª                 | Daniele Bennati     | Daniele Bennati     | Mirco Lorenzetto   | Przemysław Niemiec   | ?                            | ?                    |
| 5ª                 | Alessandro Petacchi | Daniele Bennati     | Daniele Bennati    | Przemysław Niemiec   | Oscar Gatto                  | ISD-Neri             |
| Classifiche finali | Classifiche finali  | Daniele Bennati     | Daniele Bennati    | Przemysław Niemiec   | Oscar Gatto                  | ISD-Neri             |

## Classifiche finali

### Classifica generale - Maglia azzurra
| Pos. | Corridore           | Squadra       | Tempo     |
| ---- | ------------------- | ------------- | --------- |
| 1    | Daniele Bennati     | Liquigas      | 20h14'17" |
| 2    | Oscar Gatto         | Team ISD      | a 14"     |
| 3    | Alessandro Ballan   | Lampre-N.G.C. | a 16"     |
| 4    | Jesús del Nero      | Fuji-Servetto | a 18"     |
| 5    | Giovanni Visconti   | Team ISD      | a 18"     |
| 6    | Grega Bole          | Amica Chips   | a 22"     |
| 7    | Michał Gołaś        | Amica Chips   | a 22"     |
| 8    | Lorenzo Bernucci    | LPR Brakes    | a 27"     |
| 9    | Pasquale Muto       | Miche         | a 28"     |
| 10   | Rodrigo Garcia Rena | Miche         | a 28"     |

### Classifica a punti - Maglia rossa
| Pos. | Corridore           | Squadra       | Punti |
| ---- | ------------------- | ------------- | ----- |
| 1    | Daniele Bennati     | Liquigas      | 34    |
| 2    | Mirco Lorenzetto    | Lampre-N.G.C. | 33    |
| 3    | Alessandro Petacchi | LPR Brakes    | 23    |
| 4    | Oscar Gatto         | Team ISD      | 14    |
| 5    | Alessandro Ballan   | Lampre-N.G.C. | 13    |

### Classifica scalatori - Maglia verde
| Pos. | Corridore          | Squadra       | Punti |
| ---- | ------------------ | ------------- | ----- |
| 1    | Przemysław Niemiec | Miche         | 22    |
| 2    | Silvère Ackermann  | Vorarlberg    | 11    |
| 3    | Leonardo Giordani  | Cer. Flaminia | 10    |
| 4    | Philipp Mamos      | Amore & Vita  | 9     |
| 5    | Mauro Finetto      | CSF Group     | 7     |

### Classifica giovani - Maglia bianca
| Pos. | Corridore             | Squadra        | Punti     |
| ---- | --------------------- | -------------- | --------- |
| 1    | Oscar Gatto           | Team ISD       | 20h14'29" |
| 2    | Grega Bole            | Amica Chips    | a 10"     |
| 3    | Mauro Finetto         | CSF Group      | a 16"     |
| 4    | Francesco Masciarelli | Acqua & Sapone | a 16"     |
| 5    | Valerio Agnoli        | Liquigas       | a 1'40"   |

### Classifica a squadre
| Pos. | Squadra                         | Tempo     |
| ---- | ------------------------------- | --------- |
| 1    | ISD-Neri                        | 20h14'29" |
| 2    | Miche-Silver Cross-Selle Italia | a 18"     |
| 3    | LPR Brakes-Farnese Vini         | a 2'12"   |
| 4    | Liquigas                        | a 2'43"   |
| 5    | CSF Group-Navigare              | a 4'08"   |